# António de Oliveira Caetano
António de Oliveira Caetano (Escapães, 5 luglio 1966) è un allenatore di calcio ed ex calciatore portoghese, di ruolo difensore.

## Carriera

### Club
Durante la sua carriera ha giocato con varie squadre di club, tra cui principalmente il Boavista, con cui conta 125 presenze e 2 reti.

## Palmarès

### Giocatore

#### Competizioni nazionali
- Supercoppa di Portogallo: 1

Boavista: 1992